# Joe Biden
  Joe Biden  (anglès: Joseph Robinette Biden Jr.)  (Scranton, 20 de novembre de 1942), de nom complet Joseph Robinette Biden Jr., és un polític nord-americà, va ser el 46è president dels Estats Units des del 20 de gener de 2021 fins al 20 de gener de 2025. Membre del Partit Demòcrata, fou el 47è vicepresident dels Estats Units del 2009 al 2017 i senador per Delaware del 1973 al 2009. Biden fou el candidat del Partit Demòcrata a les eleccions presidencials dels Estats Units de 2020, en què va vèncer contra el president titular Donald Trump, i en les eleccions presidencials dels Estats Units de 2024 la pressió del seu partit el va fer renunciar a la candidatura a la reelecció el 21 de juliol donant suport a Kamala Harris. que va ser l'escollida per la convenció demòcrata el 23 d'agost. Anteriorment, Biden havia buscat sense èxit la nominació demòcrata a les eleccions presidencials de 1988 i 2008.
Biden es va criar a Scranton (Pennsilvània) i al comtat de New Castle (Delaware). Va estudiar a la Universitat de Delaware abans d'estudiar dret a la Universitat de Syracuse. Va esdevenir advocat el 1969 i va ser elegit regidor al Consell del Comtat de New Castle el 1970. Va ser elegit senador per Delaware el 1972. Biden va ser membre durant molts anys del Comitè de Relacions Exteriors del Senat i n'acabà esdevenint president. Es va oposar a la Guerra del Golf el 1991 però va donar suport a la intervenció dels EUA i l'Organització del Tractat de l'Atlàntic Nord (OTAN) a la Guerra de Bòsnia el 1994 i 1995, a expandir l'OTAN a la dècada de 1990 i a bombardejar Sèrbia durant la Guerra de Kosovo el 1999. Va donar suport a la resolució que autoritzava la Guerra d'Iraq el 2002 però s'oposà a incrementar-hi la presència dels EUA el 2007. També va ser president del Comitè de Justícia del Senat dels Estats Units del 1987 al 1995 i va tractar la política de drogues, la prevenció del crim i les llibertats civils. Biden va liderar els esforços per aprovar lleis per controlar els crims violents i contra la violència de gènere, i va supervisar les nominacions contencions de Robert Bork i Clarence Thomas al Tribunal Suprem dels Estats Units.
Biden va ser reelegit senador sis vegades però va dimitir-ne quan va guanyar la vicepresidència a les eleccions presidencials de 2008 amb la candidatura encapçalada per Barack Obama. Foren reelegits a les eleccions presidencials dels Estats Units de 2012. Com a vicepresident, va supervisar la despesa en infraestructures del 2009 i va negociar amb els republicans legislació econòmica per solucionar la Crisi del sostre de deute dels Estats Units del 2011. En política exterior, Biden va liderar els esforços per aprovar el tractat New START amb Rússia, va donar suport a la intervenció militar a Líbia i va ajudar a articular la política de retirada de tropes de l'Iraq el 2011. Va dirigir el grup de treball sobre la violència de les armes després del tiroteig de Sandy Hook.
L'octubre de 2015, Biden va anunciar que no es presentaria a les eleccions presidencials de 2016. El gener de 2017 Obama li atorgà la Medalla Presidencial de la Llibertat amb distinció. Biden va anunciar la seva candidatura a la presidència el 25 d'abril de 2019 i el juny de 2020 va aconseguir els delegats necessaris per assegurar la nominació demòcrata. L'11 d'agost de 2020 Biden va anunciar que la senadora per Califòrnia Kamala Harris seria la candidata demòcrata a la vicepresidència. El 18 d'agost va rebre la nominació demòcrata a la presidència. El 7 de novembre se'l declarà guanyador de les Eleccions presidencials dels Estats Units de 2020, celebrades el 3 de novembre, contra Donald Trump.

## Infantesa i educació (1942–1965)
Va néixer el 20 de novembre de 1942 a Scranton (Pennsilvània, Estats Units), fill de Joseph Robinette Biden Sr. i de Catherine Eugenia "Jean" Biden (de soltera, Finnegan). Era el primer de quatre germans (tres nens i una nena). Fou criat com a catòlic romà per la procedència irlandesa de la seva mare. El pare de Biden era benestant però havia tingut una mala època financera quan Biden va néixer. Durant molts anys, la família va haver de viure amb els avis materns de Biden. Quan la zona de Scranton va entrar en declivi econòmic durant la dècada de 1950, el pare de Biden no podia trobar feina. El 1953, els Biden es van traslladar a un apartament a Claymont (Delaware), on viurien fins que anessin a Wilmington (Delaware). Joe Biden Sr. acabaria sent un venedor de cotxes de segona mà reeixit i així pogué mantenir l'estil de vida de classe mitjana de la família.
Biden va anar a l'Acadèmia Archmere a Claymont, on era un mal estudiant però se'l considerava un líder natural entre els estudiants i fou elegit president de classe els dos últims cursos (corresponent al batxillerat). S'hi graduà el 1961. Va rebre un títol universitari de la Universitat de Delaware el 1965 en història i ciències polítiques. Va ser en aquesta universitat on coneixeria Neilia Hunter el 1964, amb qui s'acabaria casant. Biden es va graduar en dret el 1968 a la Universitat de Syracuse. Durant el seu primer curs a Siracusa, Biden va ser acusat de plagiar cinc de les quinze pàgines d'un article. Digué que no se n'havia adonat i que no coneixia les normes de citació. Del 1969 ençà, pot exercir dret a Delaware.
Va rebre prórrogues de reclutament durant aquests anys i després d'acabar els estudis se'l va considerar no apte per asma. Biden té quequeig, encara que era més prominent durant la infantesa i joventut. Va dir que l'havia reduït recitant poemes durant hores davant del mirall, encara que de vegades li retorna quan està cansat. Biden és abstemi a causa de les impressions negatives de beure alcohol tant de part de la família paterna com materna com del barri.

## Inicis polítics i vida familiar (1966–1972)

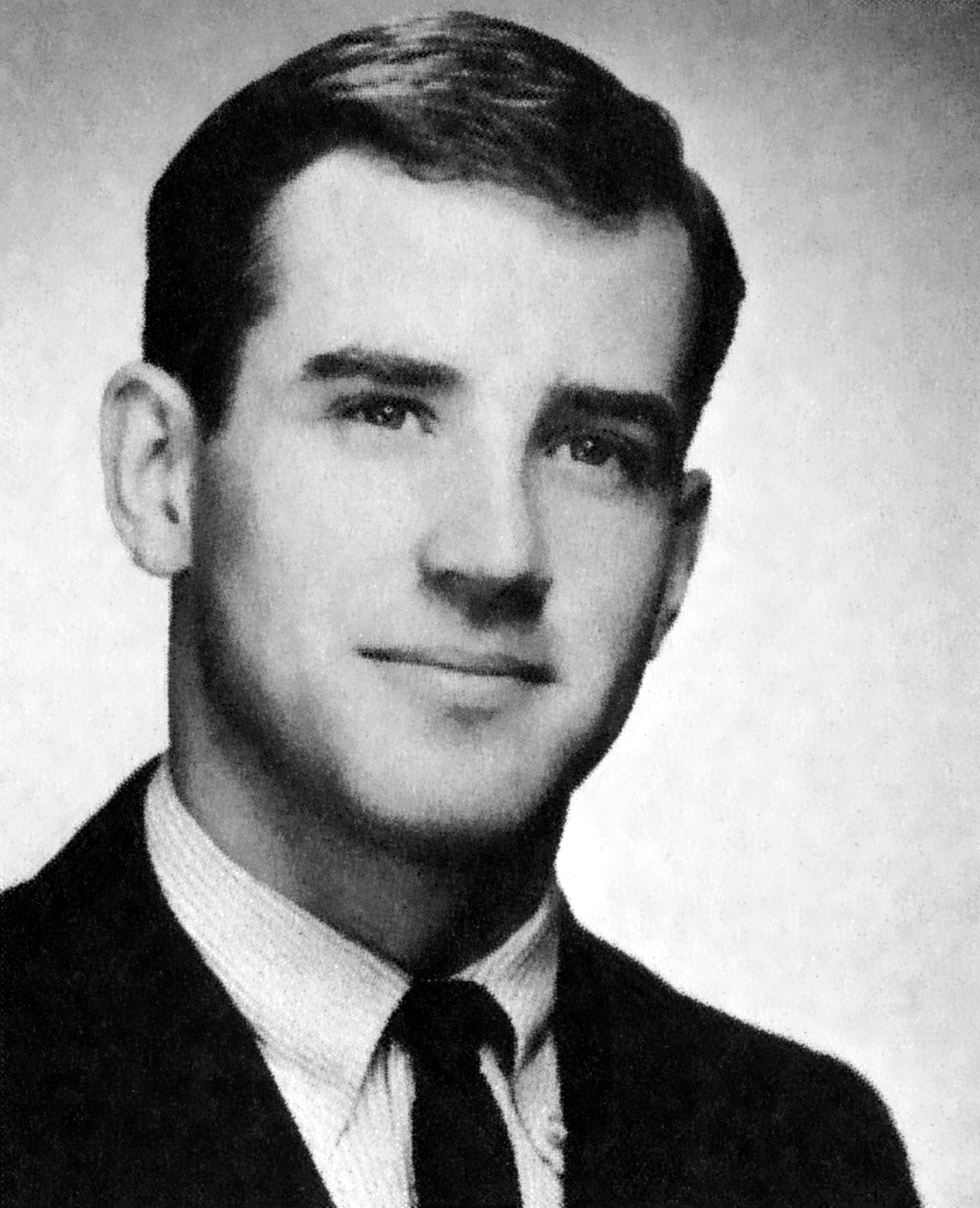
Joe Biden al llibre anual de la Universitat de Delaware de 1965.

El 1966, quan estudiava dret, va contraure matrimoni amb Neilia Hunter, amb qui va tenir tres fills, Joseph Robinette "Beau" Biden III (1969), Robert Hunter Biden (1970) i Naomi Christina "Amy" (1971). Li va dir que volia ser senador als 30 anys i després president.
El 1968, Biden va treballar durant sis mesos a un bufet d'advocats de Wilmignton per William Prickett, un republicà local prominent. Biden es considerava un republicà a si mateix. Els republicans locals van intentar reclutar-lo però Biden s'hi resistí ja que no li agrava el candidat presidencial Richard Nixon i es va registrar com a independent.
El 1969, Biden va tornar a practicar dret a Wilmington, primer com independentment i després en un bufet dirigit per Sid Balick, un demòcrata local actiu. Balick el va nomenar al Fòrum Demòcrata, un grup que intentava reformar i revitalitzar el partit estatal, i Biden es va registrar com a demòcrata. Biden va fundar el seu propi bufet, Biden i Walsh, però el dret de societats no l'entusiasmava i el dret penal no era ben pagat. Administrava propietats com a suplement dels seus ingressos.
A finals de 1969, Biden es va presentar per representar el 4t districte del Consell del Comtat de New Castle amb un programa liberal que incloïa el suport a l'habitatge públic als suburbis. Va guanyar per 2.000 vots en un districte republicà i en un any dolent pels demòcrates de Delaware. Abans de prendre possessió ja parlava de presentar-se al Senat en un parell d'anys. Va treballar al Consell del Comtat del 1970 al 1972, on es va oposar als projectes de grans autopistes que podia afectar els barris de Wilmington, compaginant-ho amb l'exercici del dret al seu bufet.

### Campanya del Senat de 1972
El president Richard Nixon va convèncer el senador republicà titular J. Caleb Boggs, que estava considerant retirar-se, de tornar-se a presentar al Senat amb tot el suport del partit. Cap demòcrata s'hi volia enfrontar i la campanya de Biden, gairebé sense diners, no tenia gaire probabilitats de vèncer. La campanya es va centrar en la retirada del Vietnam, el medi ambient, els drets civils, el trànsit, impostos més equitatius, sanitat, la desafecció amb la política de sempre i el «canvi».
Durant l'estiu, Biden estava trenta punts per sota, però la seva energia, la seva família jove i atractiva i la seva habilitat de connectar amb les emocions dels electors li van donar un avantatge respecte Boggs, a punt de jubilar-se. Biden va guanyar les eleccions el 7 de novembre per 3.162 vots de diferència.

### Morts de la família
El 18 de desembre de 1972, unes setmanes després de les eleccions, la muller de Biden Neilia i llur filla d'un any Naomi van morir en una accident de cotxe mentre feien compres nadalenques a Hockessin (Delaware). El cotxe familiar de Neilia Biden va rebre l'impacte d'un camió articulat que transportava blat de moro quan Neilia es retirava d'una cruïlla. Els fills Beau i Hunter van sobreviure l'accident i van ser duts a l'hospital en una condició estable; Beau amb una cama trencada i altres ferides i Hunter amb una fractura cranial aguda i altres ferides cranials. Els metges van dir aviat que ambdós es recuperarien completament. Biden va considerar dimitir per tenir-ne cura però el líder de la majoria del Senat Mike Mansfield li'n va dissuadir.

## Senat dels Estats Units (1973–2009)

### Recuperació i casament en segones núpcies

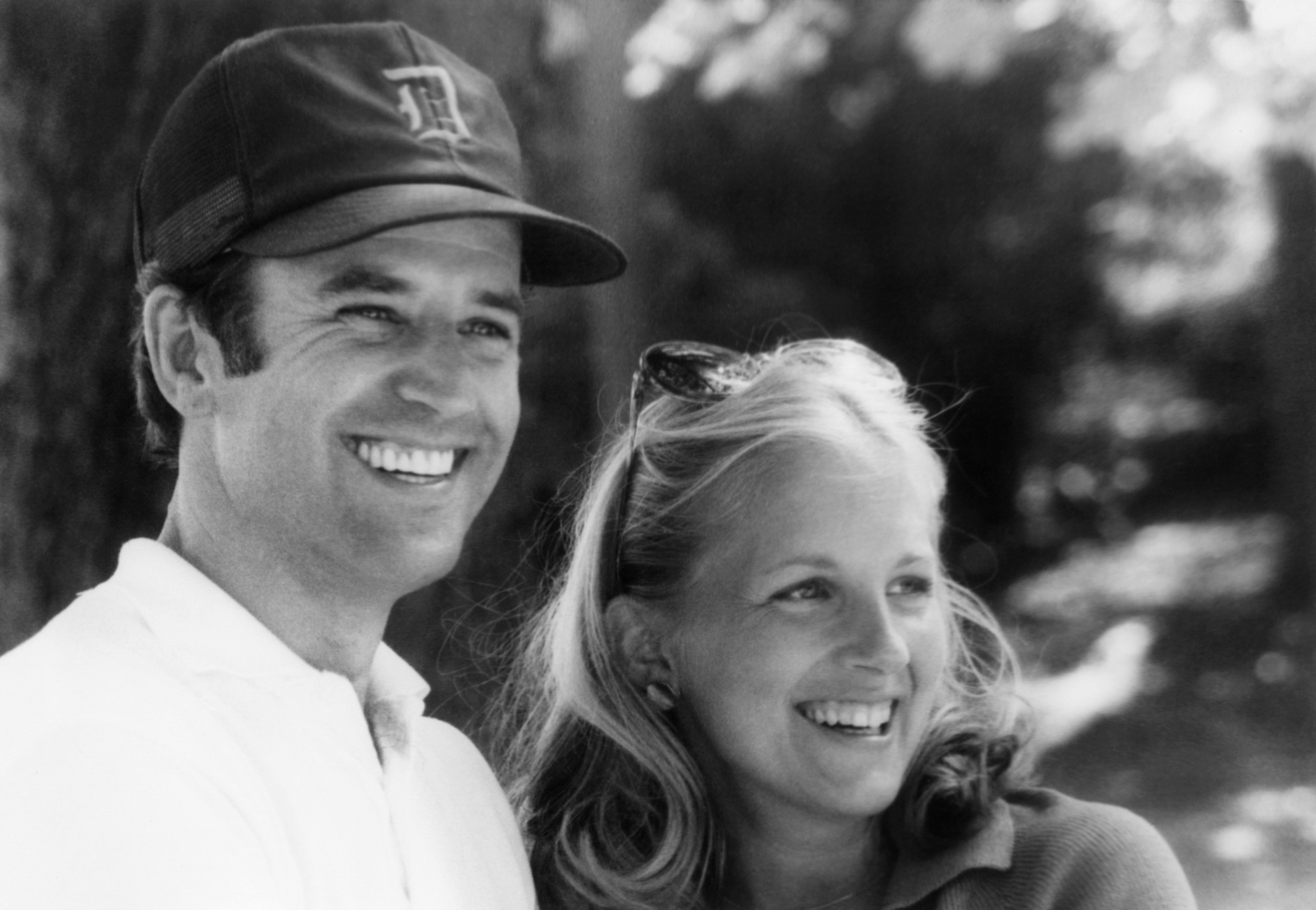
Biden va conèixer la seva segona muller, Jill, el 1975. Es van casar el 1977.

Biden va prendre possessió del càrrec el 5 de gener de 1973 en una capella del Centre Mèdic de Wilmington. Hi assistiren membres de la seva família, incloent-hi els seus fills Beau i Hunter. Hi va haver testimonis i càmeres de televisió que van fer que l'acte rebés atenció nacional.
Amb 30 anys, l'edat mínima per ser senador, Biden va ser el sisè senador més jove de la història dels EUA. Per a ser a casa cada dia amb els fills, Biden feia el viatge d'hora i mitja en tren d'Amtrak, cada dia, per anar de casa seva als suburbis de Wilmington a Washington DC, la qual cosa continuà fent durant tota la seva carrera al Senat. Com a pare vidu, durant cinc anys, Biden va donar ordres de ser interromput al Senat cada vegada que els fills li truquessin. En record de la seva dona i filla, Biden no treballa el dia 18 de desembre, el dia en què tingueren l'accident.
El 1975, Biden va conèixer Jill Tracy Jacobs, que s'havia criat a Willow Growe (Pennsilvània) i seria professora a Delaware, en una cita a cegues organitzada pel germà de Biden. Biden li atribueix el mèrit de renovar-li l'interès en la política i en la vida. El 17 de juny de 1977, Biden i Jacobs es van casar a Nova York. El 1981 va néixer la seva filla Ashley Blazer, que és treballadora social i treballa al Departament de Serveis als Nens, Joves i Famílies de Delaware. Biden i la seva muller són catòlics romans i van regularment a missa a Greenville (Delaware).

### Primers anys al Senat

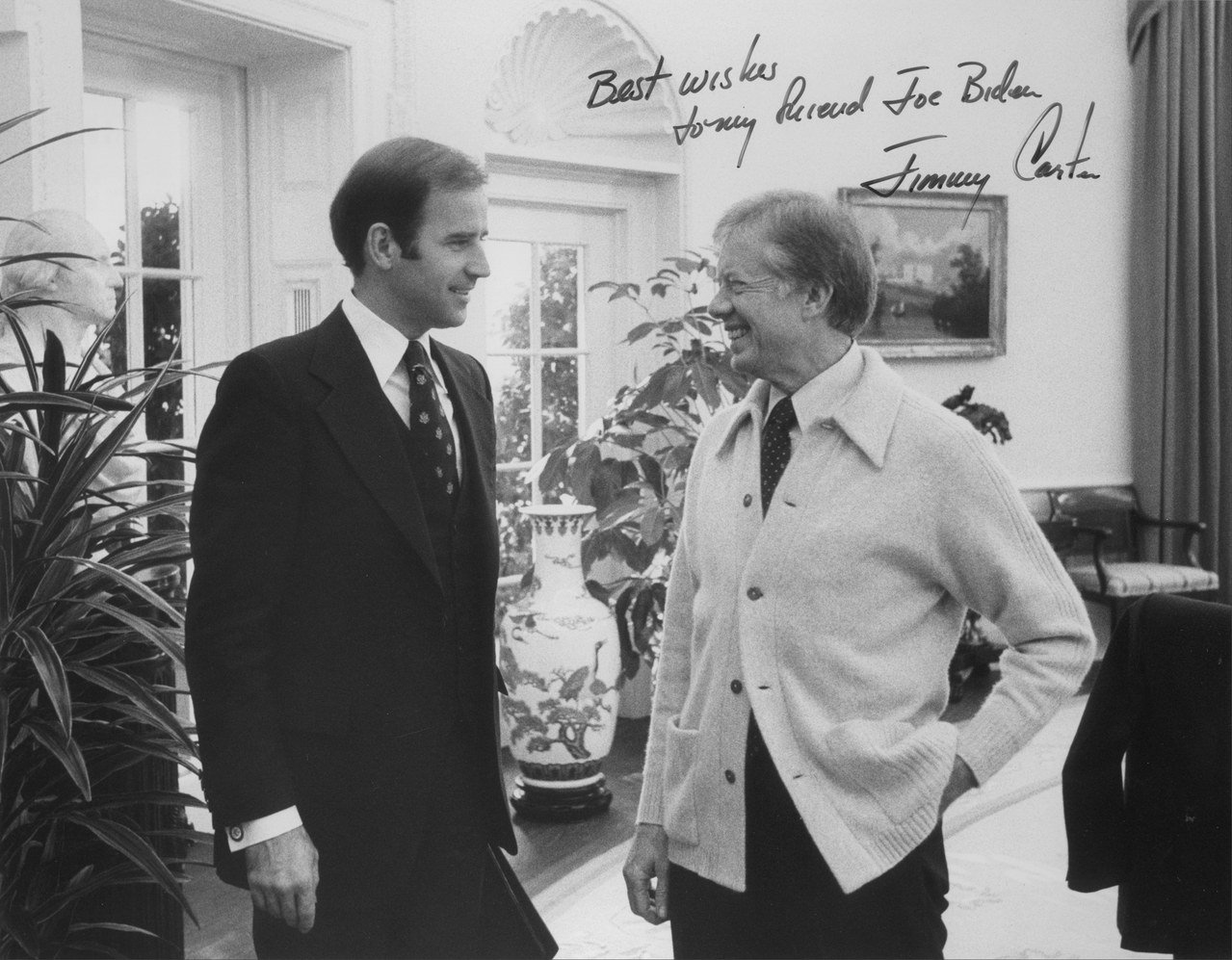
Biden i Jimmy Carter al Despatx Oval.

Durant els seus primers anys al Senat dels Estats Units, Biden es va centrar en la protecció del consumidor i en assumptes mediambientals i va demanar que els governs retessin més compte dels seus actes. En una entrevista el 1974, Biden es va definir com a liberal en drets i llibertats civils, preocupacions de la gent gran i sanitat però conservador en altres temes com ara l'avortament o el reclutament militar.
Biden va esdevenir membtre del Comitè de Justícia del Senat dels Estats Units el 1981. El 1984 va liderar l'aprovació d'una llei contra el crim, que amb els anys esdevindria controvertida a l'esquerra i entre favorables a la reforma de la justícia penal i que Biden titllaria de «gran error». Va ser un dels seus grans assoliments legislatius de l'època i els seus seguidors el van lloar per modificar les pitjors provisions de la llei.
El 1993, Biden va votar a favor de considerar l'homosexualitat incompatible amb la vida militar i de prohibir que els homosexuals servissin a les Forces Armades dels Estats Units d'Amèrica sense excepció. El 1996, Biden va votar a favor d'una llei que prohibia que el Govern federal dels Estats Units recongués cap mena de matrimoni homosexual, que els individus d'aquests matrimonis tinguessin protecció igualitària davant la llei i permetia que els estats fessin el mateix.
En política exterior, Biden es va centrar en el Control d'armaments durant la seva primera dècada al Senat. Biden es va reunir amb el Ministre d'Afers Exteriors de la Unió Soviètica Andrei Gromiko després que el Congrés dels Estats Units es negués a ratificar el tractat SALT II signat el 1979 pel Cap d'estat de la Unió Soviètica Leonid Bréjnev i el president Jimmy Carter, per explicar-li les preocupacions i interessos dels EUA i assegurar diversos canvis per tal de respondre a les objeccions del Comitè de Relacions Exteriors del Senat. Biden es va enfrontar a l'administració Reagan el 1986 sobre les sancions econòmiques contra Sud-àfrica, que continuava practicant apartheid.

#### Oposició a integrar el transport escolar
A mitjan de la dècada del 1970, Biden era un dels defensors al Senat de desegregar el transport escolar. Els constituents blancs de Delaware s'hi oposaven fermament i l'oposició a nivell nacional va fer que el demòcrates abandonessin les polítiques de desegregació.
En la seva primera campanya al Senat, Biden va donar suport a una decisió del Tribunal Suprem dels Estats Units de 1971 que donava suport a programes de transport escolar per tal d'integrar districtes escolar amb segregació de iure (com al Sud) però no amb segregació de facto (com a Delaware). Va dir que els republicans feien servir el transport escolar com a tàctica de la por per guanyar votants blancs del Sud i es va oposar a una esmena constitucional per a prohibir desegregar el transport escolar.
La reacció dels constituents i la possibilitat d'un pla d'integració a Wilmington van fer que Biden s'aliés amb l'oponent dels drets civils el senador Jesse Helms per oposar-se al transport escolar per promoure la desegregació. Biden i altres senadors volien limitar el títol sis de la llei de drets civils de 1964 pel que feia al poder del govern federal de forçar la integració escolar. Després del 1975, Biden va adoptar accions legislatives més fortes per limitar-la. Biden va donar suport a una esmena que prohibia el govern federal de recollir dades sobre la raça dels estudiants i professors, la qual cosa evitaria que retiressin fons als districtes no integrats.
Biden va donar suport a la mesura proposada pel senador Robert Byrd que prohibia l'ús de fons federal per transportar alumnes més enllà de la seva escola més propera. El 1977, una esmena patrocinada per Biden (i signada pel president Carter el 1978) va ser considerada com a violació de la Llei de Drets Civils en un informe de la Comissió de Drets Civils del govern federal. Biden va demanar i obtenir el suport repetidament del senador James Eastland en mesures contra la desegregació.

### Candidatura presidencial de 1988

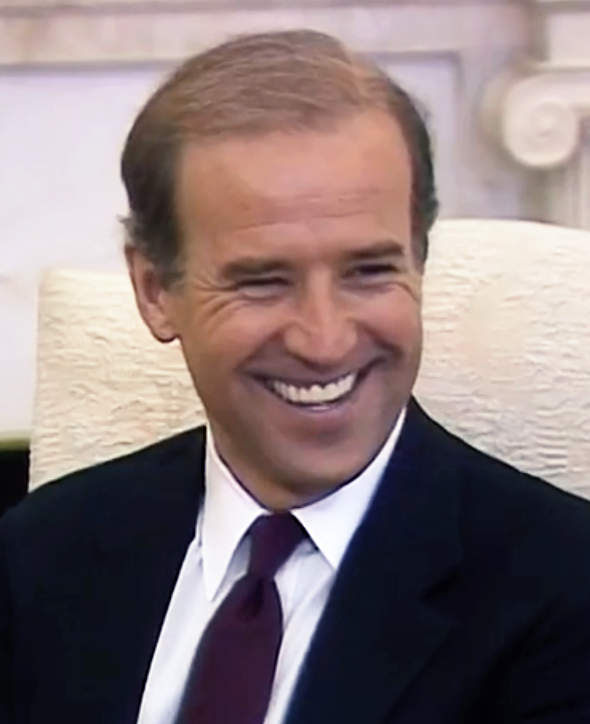
Biden a la Casa Blanca el 1987.

El 9 de juny de 1987 anuncià la seva candidatura a la presidència dels Estats Units. Pretenia esdevenir el president més jove des de John F. Kennedy. Quan va començar la campanya, se'l considerava un candidat fort a causa de la seva imatge moderada, la seva habilitat de parlar en públic sense necessitar guió, el seu suport entre baby boomers, la seva postura com a president del Comitè de Justícia del Senat dels Estats Units d'oposició a la nominació de Robert Heron Bork al Tribunal Suprem i la seva habilitat de recaptar fons.
Va ser acusat de plagiar un discurs de Neil Kinnock, aleshores líder del Partit Laborista del Regne Unit. Encara que Biden havia citat Kinnock en prèvies ocasions no ho feu el debat demòcrata del 23 d'agost ni en una entrevista el 26 d'agost. Es va descobrir que Biden havia canviat aspectes dels seus orígens familiars per tal de coincidir amb els de Kinnock. També es va descobrir que Biden també havia plagiat d'un discurs de Robert F. Kennedy de 1967 aquell mateix any, una frase del discurs inaugural de John F. Kennedy de 1961 i d'un discurs de Hubert H. Humphrey de 1976 dos anys abans.
Al cap d'uns dies es va fer públic l'incident de plagi de Biden a l'escola de dret. Es va emetre un vídeo en què un resident de Nou Hampshire li preguntava sobre les notes de dret i Biden deia que s'havia graduat entre el 50% millor, que hi havia anat amb una beca i que havia obtingut tres carreres a la universitat, afirmacions falses o exagerades totes. També es va remarcar que Biden havia mentit quan afirmava que s'havia manifestat amb el moviment dels drets civils.
Va retirar la candidatura el 23 de setembre de 1987 dient que la campanya s'havia vist superada per «l'ombra exagerada» d'errors del passat.

### Cirurgia cerebral
El 1988, Biden va patir dos aneurismes cerebrals, a la banda dreta i esquerra del cervell. Un va requerir operar-lo ja que tenia un risc elevat d'afectar el funcionament del cervell a llarg termini. El febrer de 1988, després de diversos episodis de dolors forts al coll, una ambulància va dur Biden a l'hospital, on li van fer una operació ja que tenia un vessament en un aneurisma intracranial. Mentre es recuperava va patir una embòlia pulmonar.
El maig de 1988 li van fer una segona operació per arreglar el segon aneurisme, que no li provocava cap símptoma però que tenia risc d'explotar-li. L'hospitalització i recuperació el van mantenir apartat de les seves obligacions de senador durant set mesos.

### Comitè Judicial del Senat
Biden va ser membre durant molts anys del Comitè de Justícia del Senat dels Estats Units. El va presidir del 1987 al 1995 i en va ser membre ras del 1981 al 1987 i del 1995 al 1997.
Mentre n'era president, Biden va presidir dos de les audiències de confirmació més contensioses pel Tribunal Suprem dels EUA, la de Robert Bork el 1987 i la de Clarence Thomas el 1991. Biden es va oposar a la nominació de Bork ja que Biden creia que la Constitució proveïa drets de llibertat i privadesa més enllà dels explicitats al text i que l'originalisme de Bork no era compatible amb la seva opinió. Biden va presidir els procediments de manera justa i amb bon sentit de l'humor i coratge, malgrat el fracàs de la seva campanya presidencial durant l'audiència. La nominació de Bork va ser rebutjada pel comitè per 9 a 5 vots i pel Senat per 58 a 42 vots.
A les audiències de Thomas, Biden va fer preguntes llargues sobre assumptes constitucionals, fins al punt que Thomas s'oblidava de la pregunta alguns cops. La nominació va sortir del comitè sense cap recomanació, amb l'oposició de Biden. Biden va compartir amb el comitè, però no amb el públic, les acusacions d'assetjament sexual d'Anita Hill argumentant que no estava disposada a testificar. Després que hi estigués disposada, Biden no va permetre que testifiquessin altres testimonis com ara Angela Wright o experts en assetjament. Biden va argumentar que intentava preservar el dret a la privadesa de Thomas i la decència de les audiències. El Senat va confimar Thomas per 52 a 48 vots, amb el vot negatiu de Biden. Grups legals liberals i de dones han criticat Biden per gestionar malament les audiències i no per no fer prou per donar suport a Hill. L'abril de 2019, Biden va demanar perdó a Hill en una trucada telefònic per com l'havia tractada; després de la conversa, Hill va dir que seguia profundament insatisfeta.
Biden es va involucrar en la redacció de moltes lleis federals de crim. Va propugnar lleis per reduir els crims violents, per prohibir armes d'assalt i per combatre la violència domèstica. Biden va ser crític amb els actes de Kenneth Starr durant la controvèrsia Whitewater de la dècada de 1990 i durant les investigacions de l'escàndol Lewinsky. Va votar a favor d'absoldre el president Bill Clinton durant l'impeachment. Biden va redactar lleis que crearen un càrrec per supervisar i coordinar les polítiques nacionals de control de drogues i va treballar per aturar l'expansió de drogues com ara el flunitrazepam (droga de violació), l'èxtasi i la ketamina (drogues de festa) i l'androstendiona (esteroide).

### Comitè de Relacions Exteriors del Senat

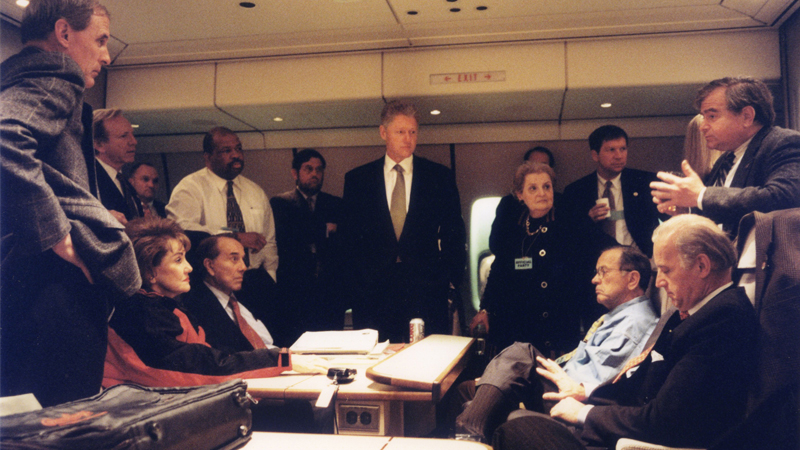
Biden amb el president Clinton a Bòsnia el desembre de 1997.

Biden va ser membre durant molts anys del Comitè de Relacions Exteriors del Senat. El 1997 n'esdevingué membre i el va presidir el gener de 2001 i del juny de 2001 al 2003. Quan els demòcrates van recuperar la majoria al Senat després de les eleccions del 2006, Biden en tornà a ser president. En general té una posició internacionalista liberal en política exterior.

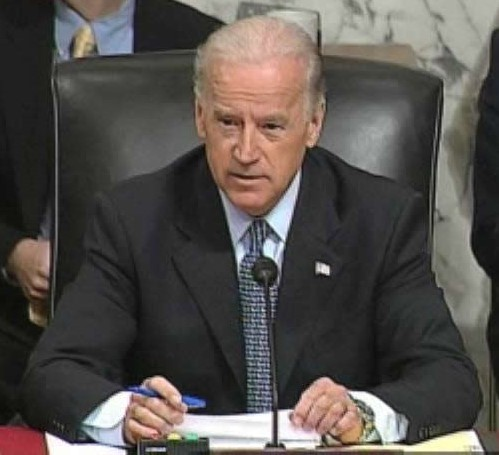
Biden en una audiència sobre l'Iraq del Comitè de Relacions Exteriors del Senat el 2007.

Biden va votar en contra de l'autorització de la Guerra del Golf de 1991, juntament amb 45 dels 55 senadors demòcrates; va dir que els EUA duien gairebé tot el pes de la coalició anti-Iraq.
Biden es va interessar per les Guerres de Iugoslàvia després d'assabentar-se dels abusos serbis durant la Guerra de la independència croata de 1991. Una vegada esclatà la Guerra de Bòsnia, Biden va ser dels primers a demanar una política d'aixecament de l'embargament d'armes, entrenar musulmans bosnis, donar suport als bombardejos aeris de l'OTAN i a investigar els crims de guerra. L'abril de 1993, Biden va anar una setmana als Balcans i va tenir una reunió tensa de tres hores amb el líder serbi Slobodan Milošević, on Biden li digué que creia que era «un maleït criminal de guerra i que hauria de ser jutjat com a tal». Biden s'ha referit al seu paper en la política del Balcans de mitjan 1990 com al seu «moment més orgullós de la seva vida pública» pel que fa a política exterior.
El 1999, durant la Guerra de Kosovo, Biden va donar suport als bombardejos de l'OTAN de 1999 a la República Federal de Iugoslàvia i va patrocinar amb John McCain una resolució que demanava que el president Bill Clinton fes servir tota la força necessària, incloses tropes sobre el terreny, per enfrontar-se a les accions a Kosovo de Slobodan Milošević.
Biden va donar suport a la Guerra de l'Afganistan de 2001 i va dir: «Costi el que costi, ho hem de fer».
Com a president del comitè, Biden va dir el 2002 que Saddam Hussein era una amenaça per la seguretat nacional i que l'única opció era «eliminar-la». L'octubre de 2002 va votar a favor de la invasió de l'Iraq. Com a president del comitè, va convidar testimonis per testificar a favor de l'autorització, que donaren testimonis malinterpretant les intencions, història i estàtus de Saddam i el seu govern sunnita, que era un enemic d'al-Qaida i afirmant que Iraq posseïa armes de destrucció massiva.

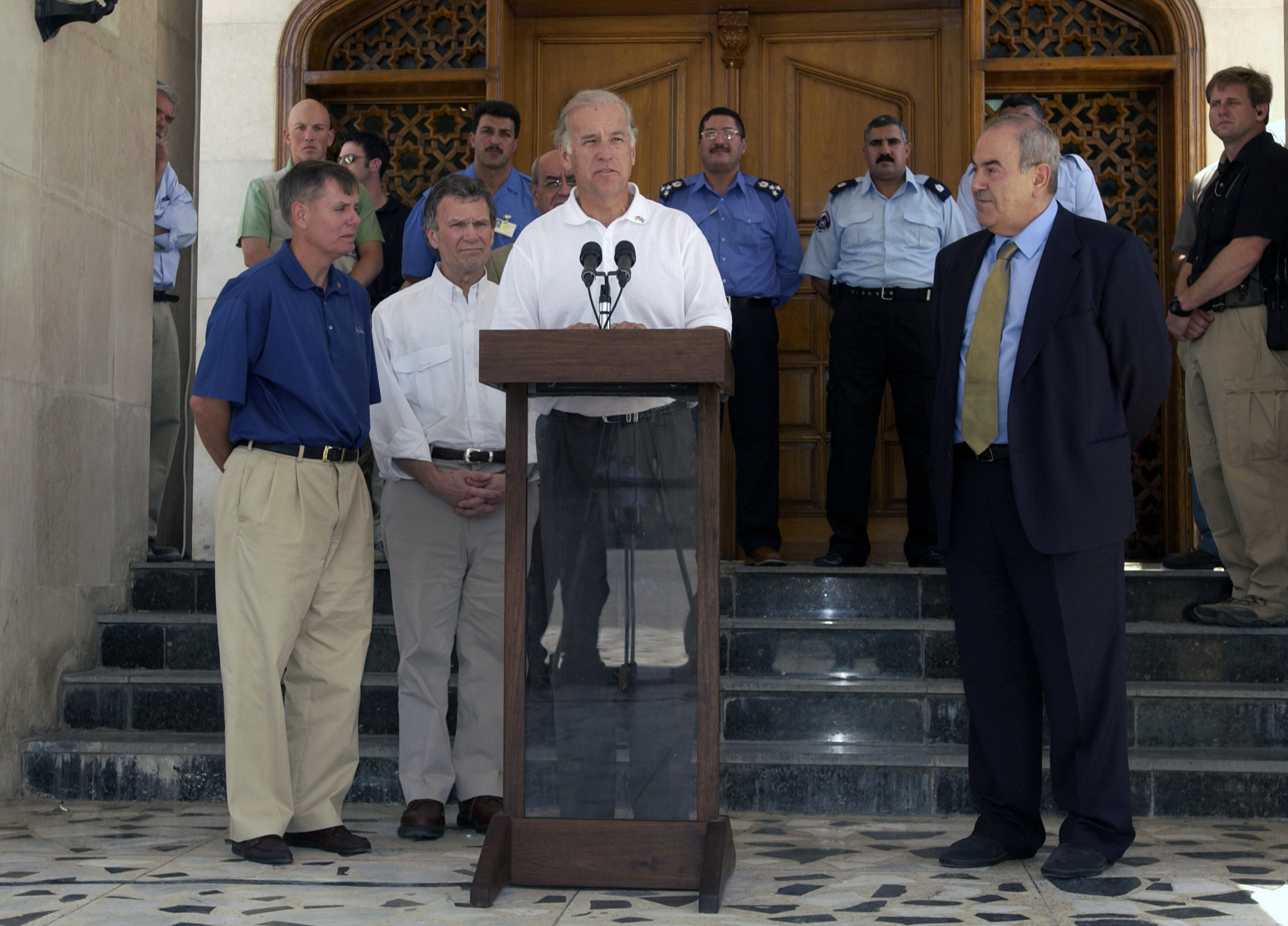
Biden dirigint-se als mitjans després d'una reunió amb el primer ministre Ayad Allawi a Bagdad (Iraq) el 2004.

Encara que acabaria sent-ne crític i va dir que el seu paper havia sigut un «error», no va impulsar-ne la retirada dels EUA. Va donar suport a finançar-ne l'ocupació però va defensar que la guerra hauria d'incloure més actors internacionals, que es necessitaven més soldats i que l'administració de George Walker Bush hauria de ser sincera amb el poble americà sobre el cost i durada del conflicte. A finals de 2006, la postura de Biden havia canviat considerablement i s'oposava a un increment de tropes el 2007. Biden defensava que Iraq s'havia de dividir en una federació de tres estats ètnics. El novembre de 2006, Biden i Leslie H. Gelb, president emèrit del Council on Foreign Relations, van publicar una estratègia exhaustiva per a acabar amb la violència sectària a l'Iraq. El pla no defensava el rumb pres ni la retirada sinó una tercera via: federalitzar l'Iraq i donar als kurds, xiïtes i sunnites espais per respirar a les seves regions. El setembre de 2007, una resolució no vinculant donant-hi suport va ser aprovada però la poca familiaritat amb la idea i la manca de constituència política van fer que no guanyés tracció. El lideratge polític iraquià la va denunciar per voler fraccionar de facto el país i l'ambaixada dels EUA a Bagdad va publicar un comunicat distanciant-se'n.
El març de 2004, després d'una reunió amb Primer Ministre de Líbia Moammar al-Gaddafi, va aconseguir l'alliberament breu de l'activista demòcrata libi i pres polític Fathi Eljahmi.

### Reputació i pífies
Després la seva elecció el 1972, Biden va ser reelegit per sis mandats més al Senat el 1978, 1984, 1990, 1996, 2002 i 2008, normalment obtenint un 60% dels vots. No va tenir cap rival potent; l'aleshores governador Pete du Pont va decidir no presentar-s'hi el 1984. Biden va ser senador junior durant 28 anys ja que l'altre senador, el republicà William Roth, va ser elegit dos anys abans que ell, el 1971. Després que Roth perdés contra Tom Carper el 2000, Biden esdevingué el senador senior. Va esdevenir el senador per Delaware que més anys havia estat al càrrec.
Amb un patrimoni net d'entre 59.000 $ i 366.000 $ i amb gairebé cap fons externa d'ingressos o inversions, Biden era un dels senadors menys rics. Biden va guanyar 15,6 milions de dòlars el 2017-2018. El juliol de 2019, els Biden van dir que els seus actius havien incrementat en entre 2,2 i 8 milions de dòlars gràcies als discursos i a la venda de llibres.
Durant la seva etapa al Senat, Biden va guanyar una reputació per la seva loquacitat i per «ficar la pota». Ha sigut un orador i tertulià fort i un invitat freqüent i efectiu a programes de televisió del diumenge al matí. En les aparicions públiques, se'l coneix per desviar-se del guió preparat. The New York Times va dir que «els filtres febles [de Biden] el feien capaç de deixar anar gairebé qualsevol cosa».

### Candidatura presidencial de 2008

Logo de la campanya presidencial de Biden

Biden va declarar la seva candidatura a la presidència el 31 de gener de 2007, després de discussions durant mesos. Durant la campanya, Biden es va centrar en la Guerra de l'Iraq i el seu suport a la implementació del pla Biden-Gelb. Va vantar-se de la seva experiència al Senat com a cap de comitès congressionals d'alt nivell i de la seva experiència en política exterior.
Biden va fer comentaris controvertits, com ara el dia del seu discurs de llançament de campanya, on digué referint-se al senador i rival Barack Obama: «Vull dir, tens el primer afroamericà convencional que és eloqüent i brillant i net i atractiu—Vull dir, és un llibre de contes, home».
Biden va compartir avions de campanya amb un dels seus rivals, el senador per Connecticut Chris Dodd, de qui era amic i amb qui buscava estalviar fons pels seus esforços per obtenir la nominació.
En general, Biden va tenir dificultats per recaptar fons, perquè la gent anés als seus mítins i no va guanyar tracció contra les candidatures d'alt perfil d'Obama i la senadora Hillary Clinton; mai va aconseguir superar el 10% d'intenció de vot nacional entre els candidats demòcrates.
En la primera votació el 3 de gener de 2008, Biden va quedar cinquè als caucus d'Iowa, amb menys d'un 1% dels delegats estatals. Es va retirar de la cursa aquella mateixa nit.
La campanya de 2008 va canviar la seva relació amb Obama, que també havia estat al Comitè de Relacions Exteriors del Senat encara que no havien estat íntims. Biden envejava l'ascens ràpid d'Obama a celebritat política mentre que Obama el veia com un xerraire i condescendent. Després de conèixer-se durant el 2007, Obama va valorar l'estil de campanya de Biden i el seu suport entre votants de classe treballadora i Biden va dir que Obama era «una altra història».

## Candidatura vicepresidencial de 2008

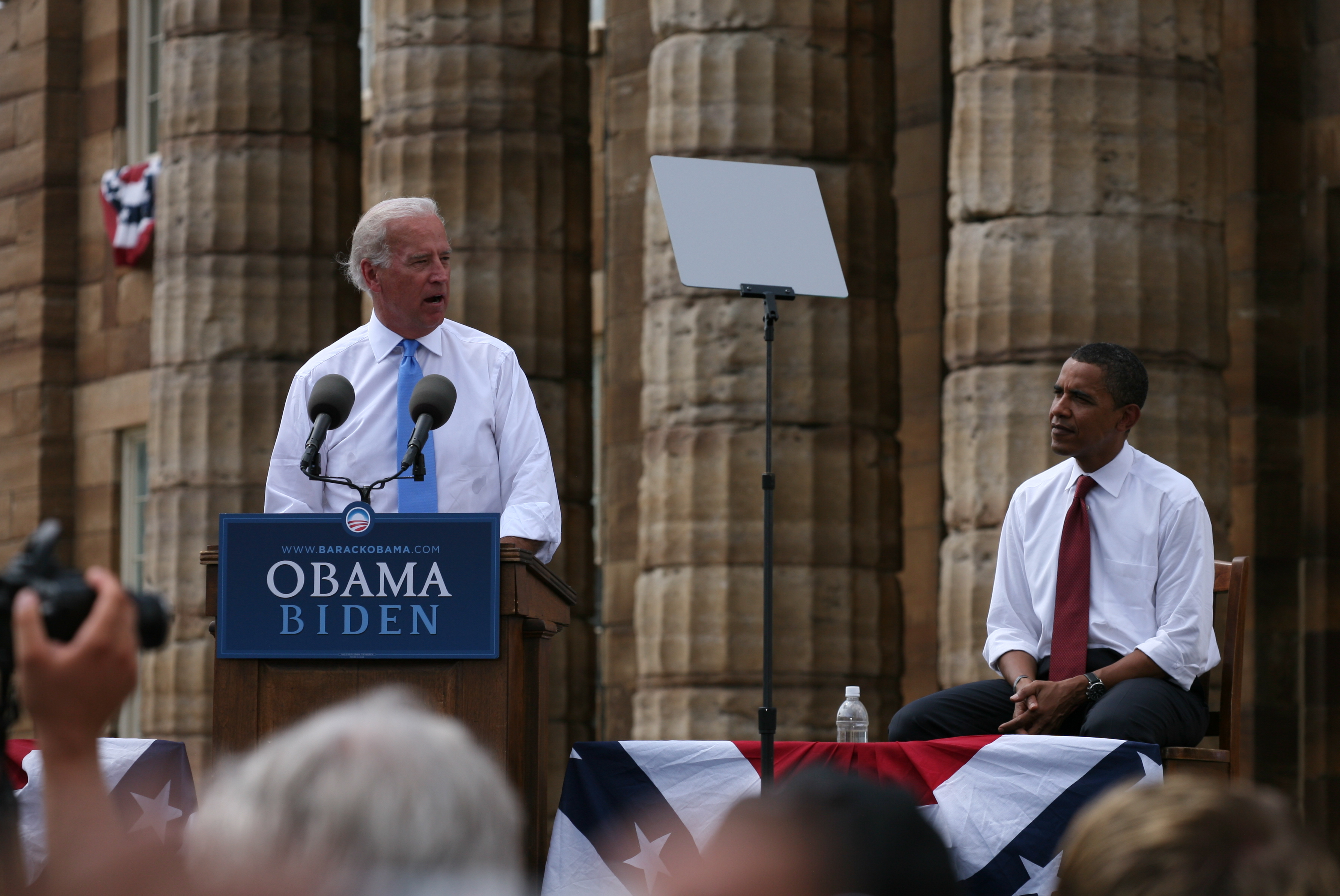
Biden en el primer discurs com a candidat vicepresidencial amb Barack Obama a Springfield (Illinois).

Poc després de la retirada de Biden de la cursa presidencial, Barack Obama li va dir en privat que volia trobar-li un lloc important en la seva administració. Biden va rebutjar la primera petició d'Obama de revisar-lo per la posició vicepresidencial, tement que la vicepresidència seria una pèrdua en estatus i influència comparat amb el Senat dels Estats Units, però va canviar d'opinió. En una entrevista el 22 de juny de 2008, Biden va confirmar que encara que no buscava activament la posició, l'acceptaria si li proposessin. A principis d'agost, Obama i Biden es va reunir en secret per discutir-ne la possibilitat i van desenvolupar una relació de respecte i confiança mútua.
El 22 d'agost de 2008, Obama va anunciar que Biden seria el candidat a la vicepresidència. Segons The New York Times, Obama pretenia afegir experiència en política exterior i seguretat nacional a la candidatura—i no ajuda per guanyar un estat clau o emfatitzar el missatge de «canvi». Altres van destacar que Biden tenia suport entre la classe mitjana i els treballadors de coll blau, així com la disposició d'atacar el nominat republicà John McCain, que Obama no se sentia còmode atacant. Quan va acceptar l'oferta d'Obama, Biden va descartar presentar-se a la presidència el 2016.

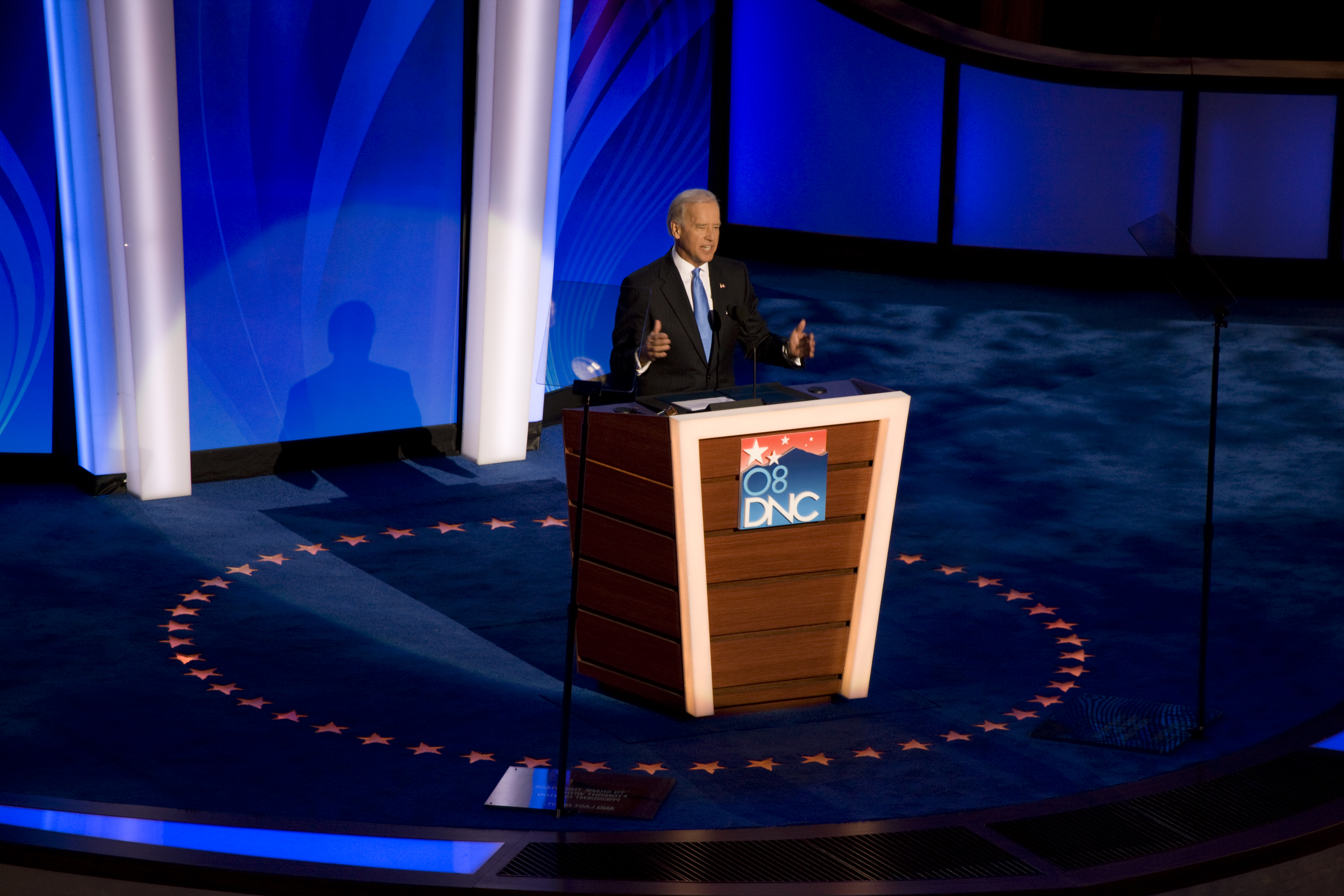
Biden parlant a la Convenció Nacional Demòcrata de 2008 a Denver (Colorado).

Biden va rebre la nominació demòcrata com a candidat vicepresidencial el 27 d'agost, durant la tercera nit de la Convenció Nacional Demòcrata de 2008 a Denver (Colorado).
La campanya vicepresidencial de Biden va rebre poca atenció dels mitjans ja que estaven més centrats en la seva rival republicana, la governadora d'Alaska Sarah Palin. Biden va centrar-se en fer campanya en zones en mala situació econòmica dels estats clau i va intentar convèncer els demòcrates de coll blau, en especial aquells que havien donat suport a Hillary Clinton. Biden va atacar McCain encara que tenien una relació d'anys ha i va dir que «aquell home que jo coneixia, ja no hi és. M'entristeix profundament».
El 2 d'octubre de 2008, Biden va participar en el debat vicepresidencial amb Palin a la Universitat Washington a Saint Louis. Les enquestes posteriors indicaren que Palin havia excedit les expectatives de molts votants però que Biden havia guanyat el debat. El 5 d'octubre, Biden va suspendre els actes de campanya per uns quants dies a causa de la mort de la seva sogra. Durant els últims dies de la campanya, es va centrar en zones menys poblades, amb població d'edat avançada i en situació econòmica dolenta d'estats claus com ara Florida, Ohio i Pennsilvània, on les enquestes indicaven que era popular i on Obama no havia fet campanya o no havia tingut bons resultats a les primàries. També va fer campanya en estats típicament republicans, així com en zones amb una població catòlica nombrosa.
Biden va mantenir els discursos concisos i va evitar cap comentari fora de to, seguint les instruccions de la campanya d'Obama. En privat, els comentaris de Biden frustraven Obama i un cop va preguntar: «Quants cops ha de dir alguna cosa estúpida?». Les relacions entre les dues campanyes es van tensar durant un mes fins que Biden es disculpà en una trucada amb Obama. En públic, l'estratega d'Obama David Axelrod va dir que l'alta popularitat de Biden (60% favorable comparada amb el 44% de la seva rival republicana Sarah Palin segons Pew Research Center) compensava els comentaris desafortunats de Biden.
El 4 de novembre de 2008, Obama va ser elegit President dels Estats Units i Biden, vicepresident. La seva candidatura va guanyar 365 vots del col·legi electoral (la candidatura de John McCain i Sarah Palin en va guanyar 173) i el 53% del vot popular.
Biden també va guanyar les eleccions a senador per Delaware, a les quals s'hi havia presentat. Biden va prendre possessió com a senador per 7è mandat consecutiu el 6 de gener de 2009 i el 15 de gener va emetre el seu últim vot al Senat. Aquell mateix dia va dimitir per tal de poder esdevenir vicepresident i en el seu discurs de comiat al Senat, on hi havia passat la major part de la vida adulta va dir que «cada cosa bona que he vist passar aquí, cada pas coratjós fet durant els més de 36 anys que hi he sigut, no han vingut de la pressió dels grups d'interès, sinó de la maduració de relacions personals».

## Vicepresidència dels Estats Units (2009–2017)

### Transició post-electoral

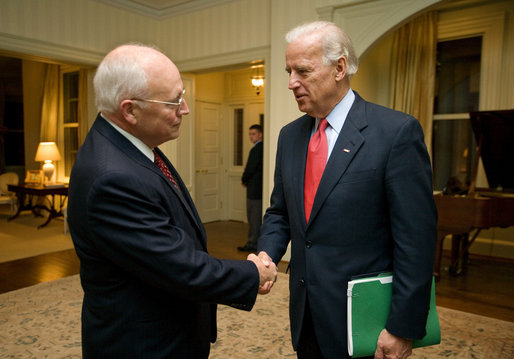
El vicepresident electe Joe Biden amb el vicepresident sortint Dick Cheney.

Després de les Eleccions presidencials dels Estats Units de 2008, Biden va ser nomenat president de l'equip de transició del president electe Barack Obama. Durant el període de transició de l'administració Obama, Biden va dir que assistia a reunions diàries amb Obama i que John McCain encara era amic seu. El Servei Secret dels Estats Units s'hi referia com a "Celta", en refèrencia a les seves arrels irlandeses.
Va intentar eliminar algun dels papers assumits pel seu predecessor Dick Cheney, que s'havia establert com a centre autònom de poder. Així mateix, Biden va dir que no emularia cap altre vicepresidència, sinó que buscaria aconsellar Obama en les decisions més crítiques. Va estar involucrat de prop en els nomenaments del Gabinet dels Estats Units durant la transició.
En l'últim acte com a president del Comitè de Relacions Exteriors, Biden va anar de viatge a l'Iraq, l'Afganistan i el Pakistan durant la segona setmana del gener de 2009, on es reuní amb els líders d'aquests països.

### Primer mandat (2009–2013)

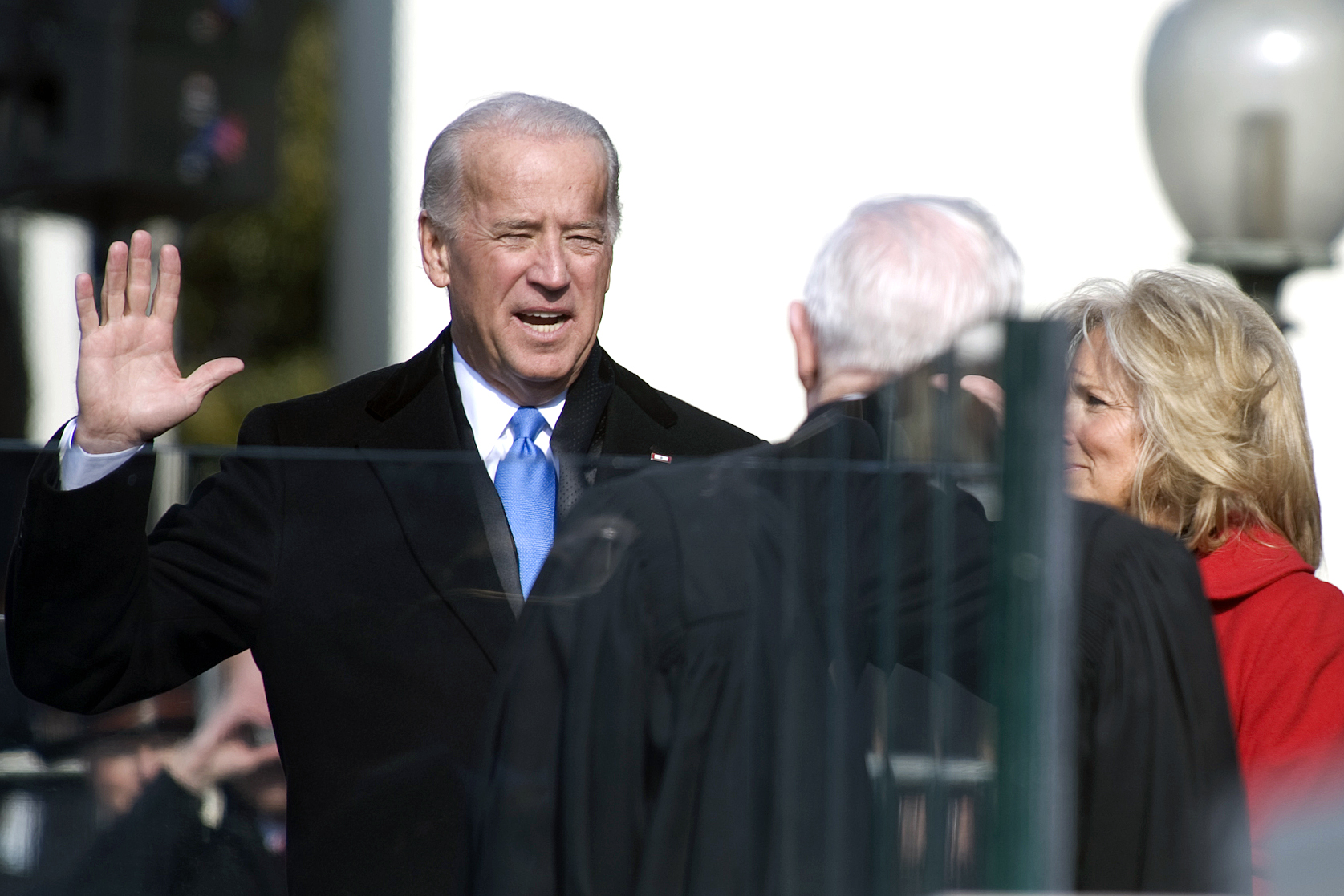
Biden prenenent possessió de la vicepresidència davant el jutge del Tribunal Suprem John Paul Stevens.

El migdia del 20 de gener de 2009, Biden esdevingué el 47è vicepresident dels Estats Units, prenent possessió del càrrec davant del jutge del Tribunal Suprem dels Estats Units John Paul Stevens. És el primer vicepresident de Delaware i el primer catòlic romà en ocupar el càrrec.
Biden va tenir un paper clau en guanyar el suport del Senat a diverses propostes legislatives importants i va ser un dels factors principals en el canvi de partit del senador Arlen Specter. Biden es va oposar a enviar 21.000 tropes addicionals a la guerra de l'Afganistan però va perdre el debat intern contra la secretària d'estat Hillary Clinton. El seu escepticisme va ser considerat valuós a l'administració i el 2009 les seves opinions van guanya influència mentre Obama reconsiderava la seva estratègia a l'Afganistan.
Biden visitava l'Iraq cada dos mesos i va ser l'encarregat de transmetre missatges de l'administració Obama al lideratge iraquià sobre el progrés que s'hi esperava. Biden va rebre l'encàrrec de supervisar la política sobre l'Iraq i va dir que l'Iraq «podria ser un dels èxit d'aquesta administració». El 2012, Biden ja hi havia anat vuit vegades però la seva supervisió de l'Iraq va disminuir amb la sortida de les tropes estatunidenques el 2011.
Biden també va ser l'encarregat de supervisar la despesa en infraestructures del paquet d'estímul d'Obama que pretenia ajudar a contrarestar la recessió i va insistir que només els projectes mereixedors de finançament n'havien de rebre.
Membres de l'administració Obama van dir que el paper de Biden a la Casa Blanca era el de discrepar i forçar els altres a defensar les seves postures.

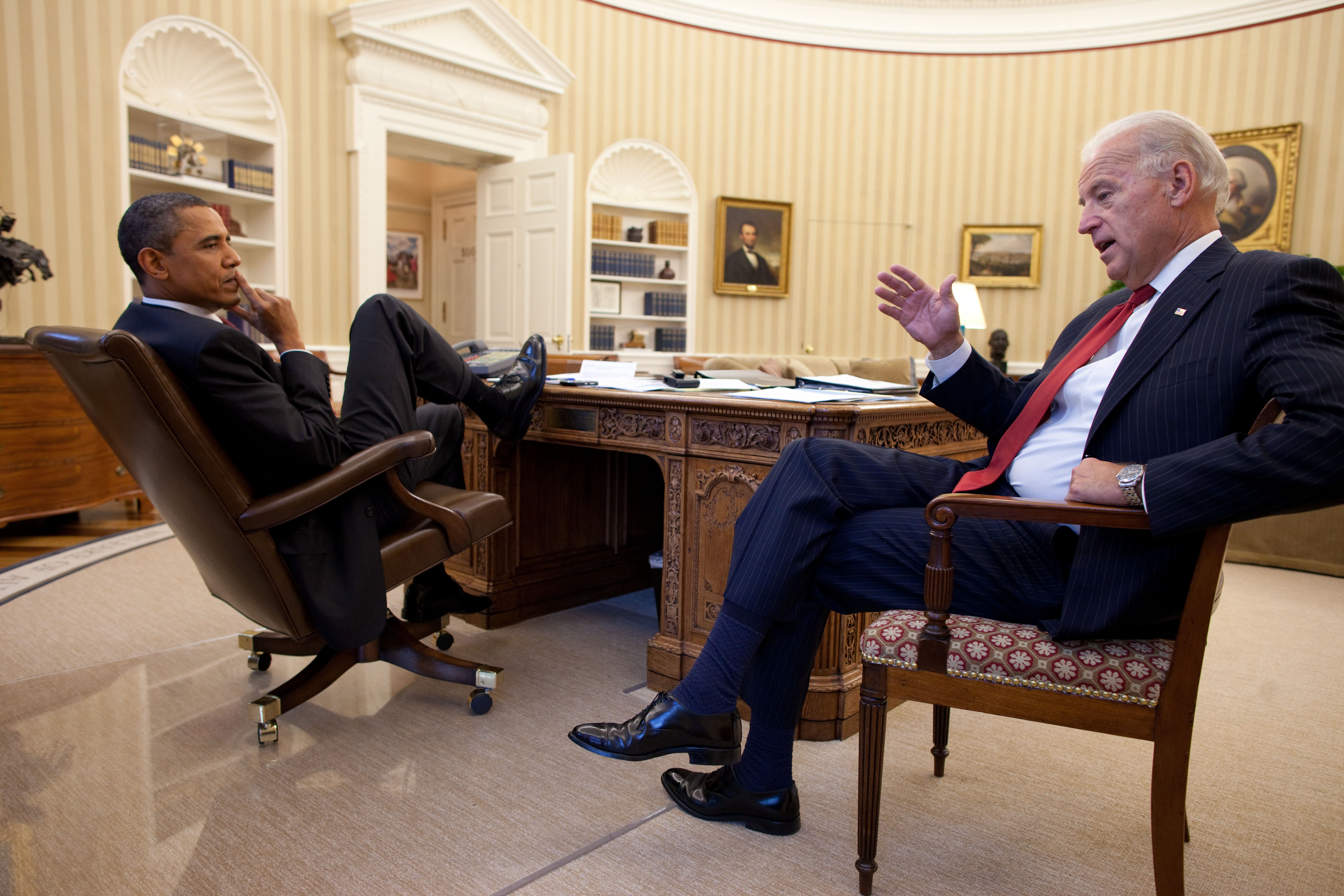
El president Barack Obama amb el vicepresident Biden al despatx oval de la Casa Blanca.

Biden va fer campanya intensament a les eleccions de mig mandat de 2010 i va mantenir una actitud d'optimisme malgrat les prediccions de pèrdues importants pel partit. Les bones relacions de Biden amb congressistes republicans van esdevenir més importants i van ajudar en l'aprovació d'un paquet de mesures que incloïa l'extensió temporal de la baixada d'impostos de George Walker Bush.
En política exterior, Biden va donar suport a la intervenció militar encapçalada per l'OTAN a Líbia el 2011. Ha donat suport a establir relacions econòmiques més estretes amb Rússia.
Biden va dirigir les negociacions entre el Congrés i la Casa Blanca sobre els límits de despesa federals, per delegació d'Obama, i la seva bona relació amb el líder republicà Mitch McConnell va permetre arribar a un acord.
Alguns mitjans han suggerit que Biden es va oposar a tirar endavant la missió per matar Ossama bin Laden el maig de 2011 per evitar que si fallava no afectés negatives les possibilitats de reelecció de Barack Obama.

### Reelecció

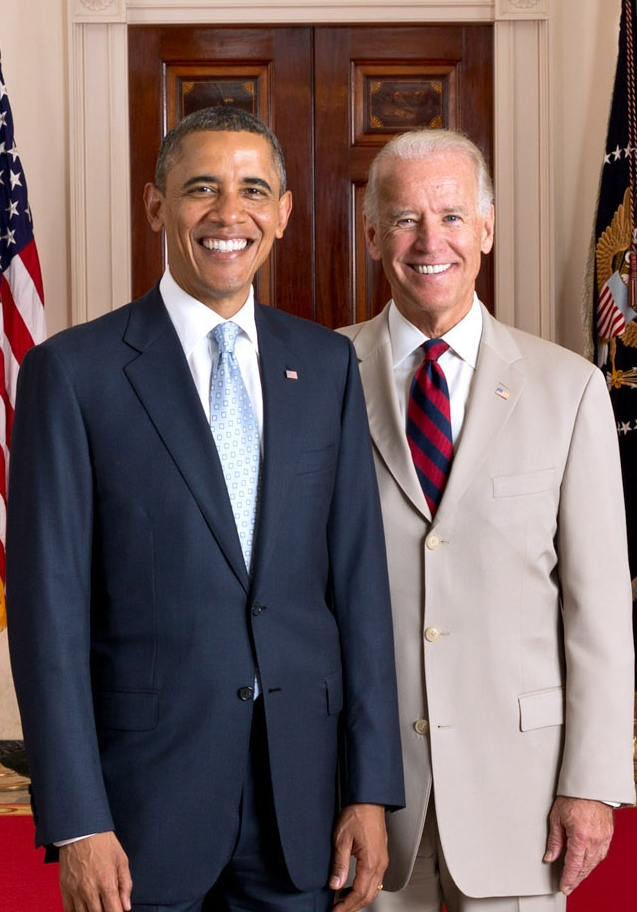
Retrat oficial del president Obama i el vicepresident Biden del juny de 2012.

L'octubre de 2010, Biden va dir que Obama li havia demanat que es presentés amb ell a les eleccions presidencials de 2012. Amb una popularitat en declivi, l'equip d'Obama va fer enquestes secretes a finals de 2011 sobre la possibilitat de substituir Biden per Hillary Clinton com a candidata. Aquesta idea es va abandonar quan els resultats no van mostrar cap millora per Obama i els treballadors de la Casa Blanca van dir que Obama mai l'havia considerada.
El maig de 2012, Biden va anunciar que estava completament còmode amb el matrimoni homosexual, la qual cosa va fer que Obama hi anunciés el seu suport abans del que la seva campanya havia previst. L'incident va mostrar que Biden tenia dificultats en seguir la disciplina de missatge.
La campanya d'Obama considerava Biden com un polític proper que podia connectar amb els electors desafectes, els treballadors de coll blau i els habitants de zones rurals i va tenir una agenda d'actes extensa en estats claus quan la campanya de reelecció d'Obama va començar la primavera de 2012. Segons Los Angeles Times, «La majoria de candidats repeteixen el mateix discurs als actes de campanya, fent que els periodistes i fins i tot el públic s'adormi. Però durant els discurs de Biden, hi pot haver una dotzena de moments en què els responsables de premsa s'encongeixen i fan que els periodistes es mirin entre ells amb diversió i confusió».
Biden va ser nominat oficialment per un segon mandat com a vicepresident el 6 de setembre a la Convenció Nacional Demòcrata a Charlotte (Carolina del Nord). Es va enfrontar al congressista Paul Ryan, el seu homòleg del Partit Republicà dels Estats Units, al debat vicepresidencial de l'11 d'octubre a Danville (Kentucky). Hi va defensar l'obra de govern d'Obama de manera emocional i va atacar enèrgicament la candidatura republicana, tot intentant recuperar l'impuls que havien perdut després del primer debat de feia una setmana entre Obama i Mitt Romney, el candidat republicà.
El 6 de novembre de 2012, Obama i Biden van ser reelegits per un segon mandat. La seva candidatura va guanyar 332 vots del col·legi electoral (la de Mitt Romney i Paul Ryan, 206) i un 51% del vot popular.
El desembre de 2012, Biden es va encarregar del grup de treball per abordar les causes de la violència amb armes als Estats Units arran del tiroteig de l'Escola Primària de Sandy Hook. La seva relació amb el líder republicà al Senat, Mitch McConnell va ser important mentre es negociava ampliar el sostre de despesa. L'acord va fer permanents les rebaixes fiscals de George Walker Bush però va incrementar els impostos a les rendes altes.

### Segon mandat (2013–2017)

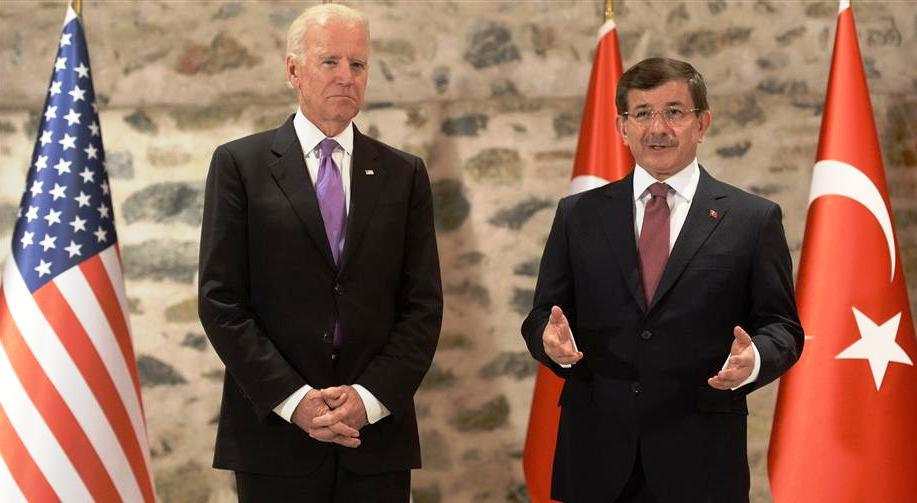
Biden amb el primer ministre turc Ahmet Davutoğlu el 31 de desembre de 2014.

Biden va prendre possessió per un segon mandat el 20 de gener de 2013 en una cerimònia a la seva residència oficial presidida per la jutge del Tribunal Suprem dels Estats Units Sonia Sotomayor (la cerimònia pública tingué lloc l'endemà).
Va continuar al capdavant, com després del tiroteig de l'Escola Primària de Sandy Hook, mentre l'administració Obama signava ordres executives i proposava noves mesures de control d'armes, que no van ser aprovades. El líder de la majoria demòcrata al Senat Harry Reid i altres líders demòcrates el van deixar fora de les negociacions per incrementar el sostre del deute el 2013 ja que creien que havia cedit massa en les negociacions d'anys anteriors.
Des del gener de 2014, Biden va copresidir un grup de treball per protegir els estudiants de l'assetjament sexual. En un discurs a la Universitat de Nou Hampshire, Biden va dir: «No vol dir no, tant si estàs ebri com sobri. No vol dir no tant si estàs al llit, en una residència d'estudiants o al carrer. No vol dir no encara que hagis dit que sí d'un principi i ara t'ho hagis repensat. No vol dir no.» Biden va estar a favor d'armar els lluitadors rebels de Síria. Mentre l'Iraq s'enfonsava el 2014, es va prestar atenció al pla de federalització Biden-Gelb de 2006, i alguns experts van dir que Biden havia tingut tota la raó. Biden va dir que els EUA seguirien l'Estat Islàmic «fins a les portes de l'infern». L'octubre de 2014 va dir que Turquia, l'Aràbia Saudita i els Emirats Àrabs Units havien «entregat centenars de milions de dòlars i desenes de milers de tones d'armament a qualsevol que lluités contra Baixar al-Àssad; tret que els subministraven a Jabhat Fateh al-Sham, al-Qaida i altres elements gihadistes vinguts d'arreu del món».
El 2015, una sèrie de juraments i altres actes on Biden havia col·locat les mans sobre dones i nenes i els parlà de prop va atraure l'atenció tant dels mitjans com de les xarxes socials.
El 8 de desembre de 2015 va parlar davant el parlament d'Ucraïna a Kíev en una de les seves moltes visites per establir les ajudes i la política dels EUA a Ucraïna.
El 2015, el president de la Cambra de Representants John Boehner i el líder de la majoria del Senat Mitch McConell van convidar el primer ministre israelià Binyamín Netanyahu a dirigir-se a una sessió conjunta del Congrés sense notificar-ho a l'administració Obama. Aquesta falta protocol·lària va fer que Biden i 50 congressistes demòcrates no assistissin al discurs de Netanyahu. El març del 2016, Biden va parlar a la conferència de polítiques de l'American Israel Public Affairs Committee (AIPAC) a Washington DC i va dir que «estem tots units en el vostre compromís tenaç—i vull dir literalment tenaç—per la supervivència, la seguretat i l'èxit de l'Estat Jueu d'Israel».

#### Mort de Beau Biden
El 30 de maig de 2015, Beau Biden va morir als 46 anys a causa d'un tumor cerebral que feia anys que tenia. En un comunicat, l'oficina del vicepresident va dir que «tota la família Biden està tan trista que no té paraules». La gravetat de la malaltia no s'havia fet pública i Biden havia reduït la seva activitat pública per tal de passar més temps amb Beau. Abans de morir, Beau havia estat considerat el capdavanter en la cursa per la nominació demòcrata per governador de Delaware de 2016.

### Paper en la campanya presidencial de 2016
El 21 d'octubre de 2015, Biden va anunciar que no es presentaria a les eleccions presidencials des del Roserar de la Casa Blanca al costat de la seva muller i el president Barack Obama.
Després que Obama donés suport a Hillary Clinton el 9 de juny de 2016, Biden li donà suport aquell mateix dia.

## Post vicepresidència (2017–2020)

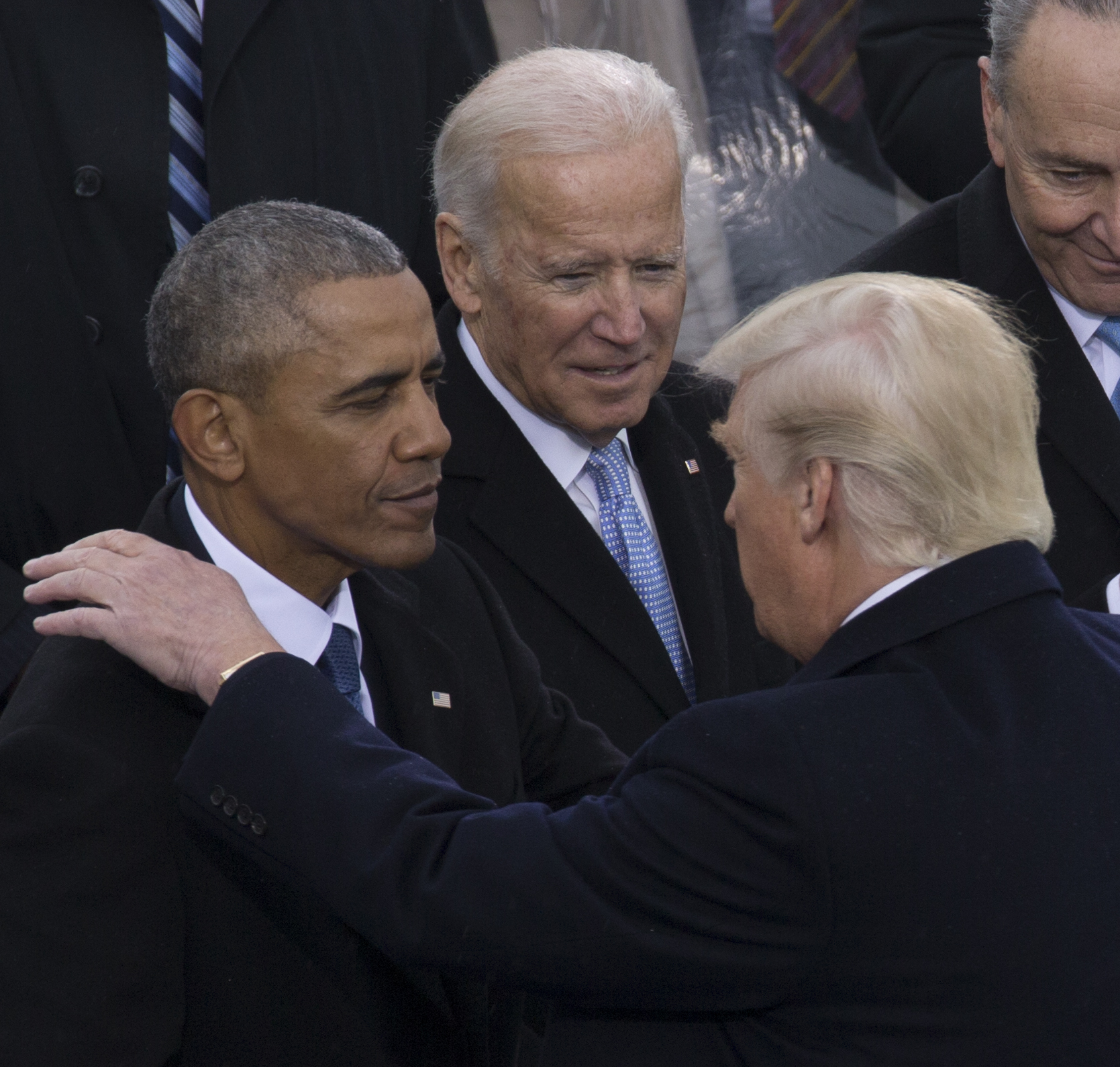
Biden amb Chuck Schumer, Barack Obama i Donald Trump el gener de 2017.

El 2017 Biden va esdevenir professor Benjamin Franklin de Pràctica Presidencial a la Universitat de Pennsilvània, on se centraria en política exterior, diplomàcia i seguretat nacional. Ho compaginà amb la presidència del Centre Penn Biden per a la Diplomàcia i la Implicació Global. També volia dedicar-se a la lluita contra el càncer i l'anomenà «l'única cosa bipartidista que queda a Amèrica» el març de 2017.
El 2017, en un article a la revista Foreign Policy, Biden va afirmar que el President de Rússia Vladímir Putin va interferir en diversos processos electorals d'Occident com ara en el Referèndum sobre la independència de Catalunya de 2017.
Biden havia estat amic íntim del senador John McCain durant més de 30 anys. El 2018, McCain va morir amb 81 anys a causa d'un tumor cerebral, com Beau Biden. Biden va pronunciar un elogi al servei funerari de McCain a Phoenix (Arizona), que obrí amb les paraules «El meu nom és Joe Biden. Sóc un demòcrata. I estimava en John McCain» i on s'hi referí com a «germà». Biden també va portar el fèretre de McCain al servei memorial a la Catedral Nacional de Washington juntament amb Warren Beatty i Michael Bloomberg.

## Candidatura presidencial de 2020

### Especulacions i anunci
Entre el 2016 i el 2019, els mitjans de comunicació mencionaven Biden com a candidat presidencial probable el 2020. Quan li preguntaren si s'hi presentaria, donava respostes variades i ambivalents, i digué «mai diguis mai». En un punt va suggerir que no veia una situació en què es tornaria a presentar però al cap d'uns dies va dir «em presentaré si puc caminar». Es va formar un comitè d'acció política anomenat Time for Biden el gener de 2018 amb l'objectiu que Biden entrés a la cursa.
Biden va dir que decidiria si es presentava o no abans del gener de 2019, però no va fer cap anunci. Els amics deien que estava «molt a punt de dir que sí» però el preocupava l'efecte que una altra candidatura presidencial podria tenir en la seva família i reputació així com problemes de recaptació de fons i percepcions sobre la seva edat i centrisme. Per altra banda, el seu «sentit del deure», l'ofensa de la presidència de Trump, la manca d'experiència en política exterior dels altres candidats i el seu desig de promoure un «progressisme constructor de ponts» el van esperonar a presentar-s'hi. El 25 d'abril de 2019 va anunciar la seva candidatura a la presidència dels Estats Units. Va escollir Filadèlfia (Pennsilvània) com a seu de campanya.

### Al·legacions de contacte físic inapropiat
Biden ha estat acusat de contactes físics inapropiats amb dones en actes públics com ara fent abraçades, petons, subjectant i col·locant la mà a les espatlles. S'ha descrit a ell mateix com a «polític tàctil» i va admetre que aquest comportament li havia ocasionat problemes.
El març de 2020, Tara Reade va acusar Biden d'agressió sexual; tant Biden com la campanya van negar les acusacions.

### Campanya
El 15 de juliol de 2019, la Biden Cancer Initiative anuncià que deixaria de funcionar en el futur més proper. Biden i la seva muller n'havien abandonat la junta el mes d'abril com a precaució ètica abans de l'inici de la campanya presidencial.
El setembre de 2019, es va fer públic que el president Donald Trump havia pressionat el president ucraïnès Volodímir Zelenski perquè investigués la suposada mala conducta de Joe Biden i el seu fill Hunter Biden. Malgrat les acusacions, a data de setembre de 2019, no hi havia proves de mala conducta dels Biden. La premsa en general va interpretar la pressió perquè se'ls investigués com a maniobra per tal de perjudicar les possibilitats de Biden de guanyar la presidència, la qual cosa va desembocar en un escàndol polític i en l'impeachment de Trump per la Cambra de Representants dels Estats Units.
Del 2019 ençà, el president Trump i aliats van acusar Biden falsament de fer despatxar el fiscal general ucraïnès Víktor Xokin perquè estava investigant Burisma Holdings, empresa en la qual treballava Hunter Biden. Biden va ser acusat de congelar mil milions de dòlars en ajudes a Ucraïna. El 2015, l'aleshores vicepresident Biden va pressionar el Parlament d'Ucraïna perquè cessés Xokin ja que els Estats Units, la Unió Europea i altres organitzacions internacionals el consideraven corrupte i inefectiu i no estava investigant assertivament Burisma. La retenció dels mil milions de dòlars en ajudes formava part d'aquesta política oficial.

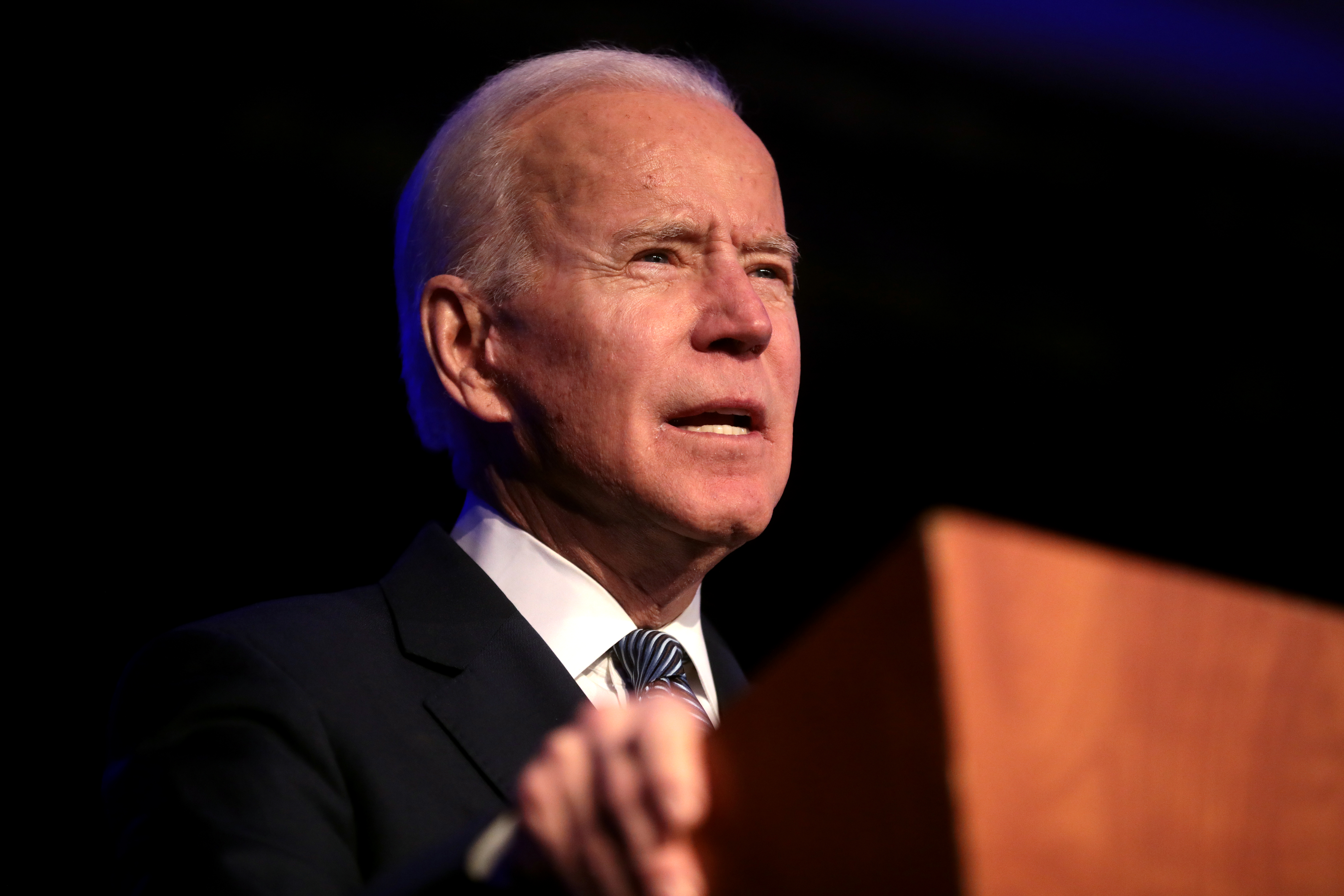
Biden a Nevada.

Durant el 2019, Biden liderava els seus rivals demòcrates en les enquestes nacionals i se'l considerava el capdavanter en les primàries demòcrates. No obstant, va acabar quart als caucus d'Iowa i, al cap de vuit dies, cinquè a les primàries de Nou Hampshire. Va obtenir un resultat millor als caucus de Nevada, assolint el 15% necessari per obtenir delegats, però va quedar 21,6 punts per darrere de Bernie Sanders. Després d'apel·lar als votants negres durant la campanya i al debat de Carolina del Sud, Biden va guanyar-ne les primàries per més de 28 punts. Després de la retirada dels candidats de centre-esquerra Pete Buttigieg i Amy Klobuchar i que aquests li donessin suport, va rebre grans victòries al superdimarts del 3 de març. Biden va guanyar 10 de les 15 primàries que s'hi celebraren, incloent-hi les d'Alabama, Arkansas, Maine, Massachusetts, Minnesota, Carolina del Nord, Oklahoma, Tennessee, Texas i Virgínia, la qual cosa el posà al capdavant. Elizabeth Warren i Michael Bloomberg es van retirar al cap de poc, i Biden va ampliar el seu marge amb victòries contra Sanders en quatre estats (Idaho, Michigan, Mississippi i Missouri) el 10 de març.
Arran de la suspensió de la campanya de Sanders el 8 d'abril de 2020, Biden va esdevenir el presumpte nominat del Partit Demòcrata per les eleccions presidencials. El 13 d'abril, Sanders va donar suport a Biden en un debat en línia des de llurs cases. L'expresident Barack Obama li va donar suport l'endemà. Biden va superar el llindar de 1.991 delegats necessaris per assegurar-se la nominació del partit el juny de 2020. L'11 d'agost de 2020, Biden va anunciar que la senadora per Califòrnia Kamala Harris era la seva tria per la nominació demòcrata per a la vicepresidència.
El 18 d'agost va rebre oficialment la nominació demòcrata a la presidència dels Estats Units. Les eleccions se celebraren el 3 de novembre

## Presidència dels Estats Units

### Victòria electoral

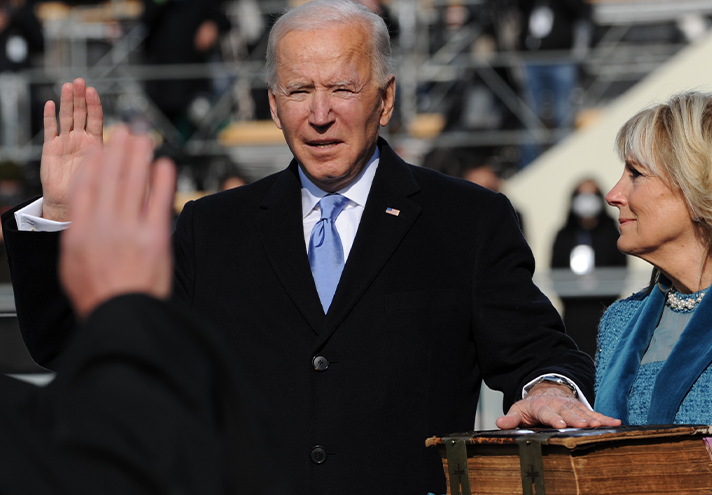
Biden jurant el càrrec de president, el 20 de gener de 2021

El 7 de novembre, 4 dies després de les eleccions, Biden va ser declarat guanyador de les eleccions i, en conseqüència, president electe dels Estats Units. Trump, el principal competidor de Biden a les eleccions, va negar-se a acceptar els resultats i va declarar repetidament que hi havia hagut frau i que en realitat ell havia estat el vencedor dels comicis.

### Investidura com a President dels Estats Units
El 20 de gener de 2021 es va celebrar l'acte d'investidura a l'exterior del Capitoli. A partir del migdia (hora de Washington DC) i després de jurar el càrrec pocs minuts després que ho fes Kamala Harris com a vicepresidenta, Joe Biden va convertir-se oficialment en 46è president dels Estats Units.
Trump, que continuava sense reconèixer com a vàlid el resultat, no va assistir a l'acte. El fins llavors vicepresident Mike Pence, en canvi, sí que ho va fer. Biden es va convertir en el president de més edat de la història dels Estats Units, batent el rècord establert per Ronald Reagan. Biden va entrar al càrrec enmig de la pandèmia de COVID-19, una crisi econòmica i una polarització política creixent.

### Presidència
El primer dia de la seva presidència, Biden va voler deixar clara la reversió de la política energètica del president Trump restaurant la participació dels Estats Units a l'Acord de París i revocant el permís per al oleoducte Keystone XL. També va aturar el finançament del mur de Trump, una expansió del mur fronterer EUA-Mèxic. En el seu segon dia, va emetre una sèrie d'ordres executives per reduir l'impacte de la COVID-19 i va establir l'objectiu d'aconseguir cent milions de vacunes contra la COVID-19 als Estats Units en el seus primers 100 dies.
En resposta a la pressió econòmica causada per la pandèmia de COVID-19 va aprovar un estímul d'1,9 bilions de dòlars establint temporalment una assegurança d'atur ampliada i va enviar xecs d'estímul de 1.400 dòlars a la majoria dels nord-americans. Va aprovar un pla de deu anys negociat amb demòcrates i republicans per invertir en carreteres, ponts, transport públic, ports i accés de banda ampla nord-americans. Biden va fer de Juneteenth una festa federal als Estats Units. Va nomenar Ketanji Brown Jackson al Tribunal Suprem dels Estats Units, la primera dona negra en exercir al Tribunal Suprem. Després que el Tribunal Suprem va anul·lar Roe contra Wade, Biden va prendre accions executives per preservar i protegir els drets de salut de les dones a tot el país contra la prohibició de l'avortament als estats dirigits pels republicans. Biden va proposar una ampliació significativa de la xarxa de seguretat social però juntament amb la legislació sobre els drets de vot, va fracassar al Congrés.
El 14 d'abril de 2021 va anunciar que les tropes nord-americanes de l'Operació Suport Decidit es retirarien d'Afganistan entre l'1 de maig i l'11 de setembre, allargant el termini inicial pactat amb els talibans que acabava l'1 de maig, i el 4 de maig els talibans llancen una ofensiva contra les forces afganeses al sud de Helmand i sis províncies més. El 2 de juliol les tropes nord-americanes es retiren de la seva base de Bagram, posant punt-i-final efectiu a la intervenció dels Estats Units a la guerra, i el 21 de juliol els talibans ja controlen la meitat dels districtes de l'estat, i el 6 d'agost prenen Zaranj, al sud del país, sent la primera capital de província que cau en mans dels talibans en anys, i nou més ho fan els dies següents, incloent Kunduz, al nord, i el 15 d'agost el president Ashraf Ghani va fugir del país.
L'agost de 2022 Biden va signar un projecte de llei de crèdits domèstics que incloïa una inversió federal significativa en la producció d'energia neta i climàtica domèstica, bonificacions fiscals per a plaques solars, cotxes elèctrics i altres programes d'energia domèstica, així com una pròrroga de tres anys de les subvencions de la Llei d'atenció a l'economia. Biden va reforçar la indústria de semiconductors i fabricació, l'ampliació de l'atenció sanitària per als veterans dels EUA i la Llei de reforma del recompte electoral i millora de la transició presidencial. A finals de 2022, Biden va signar la Llei de respecte al matrimoni que derogava la Llei de defensa del matrimoni i va codificar els matrimonis interracials i del mateix sexe als Estats Units. En resposta a la crisi del sostre del deute del 2023, Biden va limitar la despesa federal per als exercicis fiscals 2024 i 2025 i va permetre recuperar finançament i diners no gastats per a la COVID-19 i suspèn el sostre del deute fins a l'1 de gener de 2025. Biden va crear la primera Oficina de Prevenció de la Violència d'Armes de la Casa Blanca. El 26 de setembre de 2023, Joe Biden va visitar una línia de piquets de United Auto Workers durant la vaga de United Auto Workers de 2023, convertint-se en el primer president dels Estats Units a visitar-ne un.
Els Estats Units van organitzar l'Operació Guardià de la Prosperitat per a garantir per la via militar la seguretat i la llibertat de navegació al Mar Roig, on els houthis van imposar un bloqueig naval a la mar Roja. La coalició fou integrada inicialment pels Estats Units, Regne Unit, França, Espanya, Itàlia, Països Baixos, Canadà, Noruega, Bahrain i Seychelles.
El president Biden va restringir les normes per optar a l'asil i va ampliar l'ús de l'expulsió accelerada per deportar més persones després del final de la pandèmia de COVID-19, molta més gent va travessar la frontera que la que els agents d'immigració van poder deportar, i molts dels detinguts van ser posats en llibertat condicional o alliberats a l'espera d'una audiència al tribunal d'immigració, i al final del seu mandat va allargar les restriccions a la deportació per als centenars de milers de ciutadans d'El Salvador, Sudan, Ucraïna and Venezuela que ja estaven als EUA. Durant el seu mandat foren expulsats 4,4 milions d'immigrants il·legals, dels quals tres ho foren per les mesures d'excepcionalitat establertes durant la pandèmia de COVID-19.

## Candidatura presidencial de 2024

### Postulat a la reelecció
El 25 d'abril de 2023, el president Biden va anunciar la seva precandidatura a la reelecció en 2024 pel Partit Demòcrata, mantenint la vicepresidenta Kamala Harris com a companya de fórmula. Fins al superdimarts del 5 de març només Biden, Jason Palmer i Marianne Williamson van ser candidats importants per a la nominació presidencial demòcrata i el 12 de març de 2024, Biden es va convertir oficialment en el candidat demòcrata a la presidència.

### Renúncia a la reelecció
L'actuació de Biden al primer debat el juny contra Donald Trump i els seus lapsus a cimera de l'OTAN de juliol van causar molt neguit als demòcrates, i es van qüestionar la viabilitat de Biden com a candidat, i alguns dels majors donants van congelar les donacions, per estudiar la viabilitat de Kamala Harris com alternativa, amb la temença que una possible onada republicana no només suposaria l'elecció de Trump, sinó que escombraria els demòcrates del poder al Congrés. i finalment la pressió del seu partit el va fer renunciar a la candidatura a la reelecció el 21 de juliol donant suport a Kamala Harris, que va ser l'escollida per la convenció demòcrata el 23 d'agost.

## Honors
- Medalla Presidencial de la Llibertat (2017)[234]
- Laetare Medal, Universitat de Notre Dame (2017)[235]

## Historial electoral
| 1970 | Conseller de comtat | Demòcrata | 10.573                                          | 55% | Lawrence T. Messick   | Republicà | 8.192                          | 43% |
| 1972 | Senador             | Demòcrata | 116.006                                         | 50% | J. Caleb Boggs        | Republicà | 112.844                        | 49% |
| 1978 | Senador             | Demòcrata | 93.930                                          | 58% | James H. Baxter Jr.   | Republicà | 66.479                         | 41% |
| 1984 | Senador             | Demòcrata | 147.831                                         | 60% | John M. Burris        | Republicà | 98.101                         | 40% |
| 1990 | Senador             | Demòcrata | 112.918                                         | 63% | M. Jane Brady         | Republicà | 64.554                         | 36% |
| 1996 | Senador             | Demòcrata | 165.465                                         | 60% | Raymond J. Clatworthy | Republicà | 105.088                        | 38% |
| 2002 | Senador             | Demòcrata | 135.253                                         | 58% | Raymond J. Clatworthy | Republicà | 94.793                         | 41% |
| 2008 | Senador             | Demòcrata | 257.484                                         | 65% | Christine O'Donnell   | Republicà | 140.584                        | 35% |
| 2008 | Vicepresident       | Demòcrata | 69.498.516 365 vots electorals (270 necessaris) | 53% | Sarah Palin           | Republicà | 59.948.323 173 vots electorals | 46% |
| 2012 | Vicepresident       | Demòcrata | 65.915.795 332 vots electorals (270 necessaris) | 51% | Paul Ryan             | Republicà | 60.933.504 206 vots electorals | 47% |
| 2020 | President           | Demòcrata | 74.857.880 290 vots electorals (270 necessaris) | 50% | Donald Trump          | Republicà | 70.598.535 214 vots electorals | 47% |